# Jerónima de la Asunción

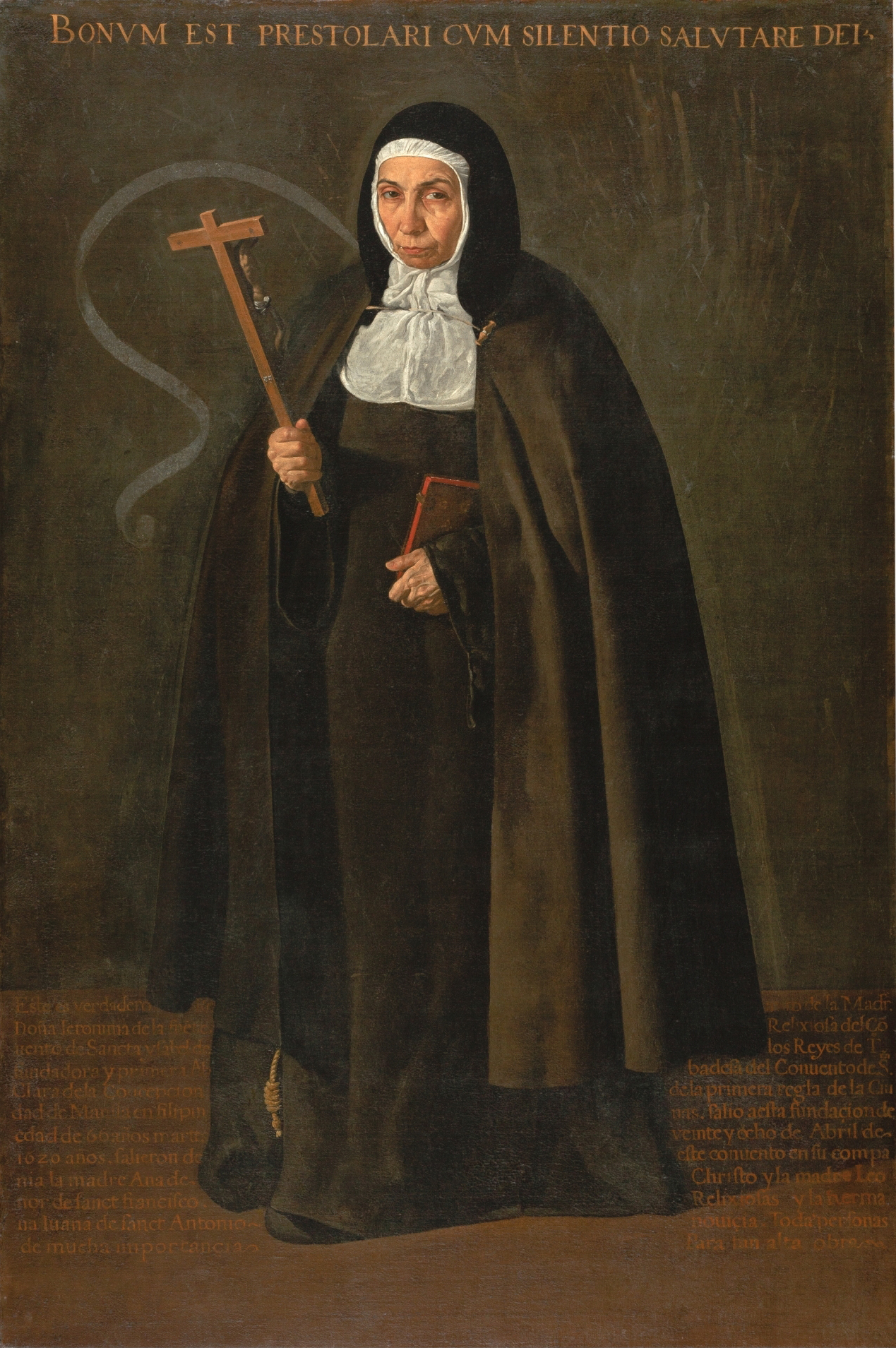
Diego Velázquez, La venerable madre Jerónima de la Fuente, 1620, óleo sobre lienzo, 160 x 110 cm, Madrid, Museo del Prado.

Jerónima Yáñez de la Fuente, que tomó el nombre de sor Jerónima de la Asunción (Toledo, 9 de mayo de 1555-Manila, 22 de octubre de 1630), fue una monja franciscana española fundadora del convento de Santa Clara de la Concepción de Manila, el primer convento femenino de Extremo Oriente.

## Biografía
Nacida en una familia acomodada toledana, hija del licenciado Pedro García Yáñez y de Catalina de la Fuente, el 15 de agosto de 1570 ingresó en el convento de Santa Isabel de los Reyes de Toledo de monjas clarisas de la primera regla, tomando el nombre de Jerónima de la Asunción. En agosto de 1571, tras el año de noviciado, hizo profesión en el mismo monasterio, del que eran monjas profesas dos tías paternas. Durante los siguientes cuarenta y ocho años permaneció en el convento entregada según sus biógrafos a la oración y la penitencia, ocupada sucesivamente en las tareas de enfermera, gallinera, sacristana, vicaria de coro, provisora y finalmente maestra de novicias, al tiempo que, desde 1598, gestionaba la autorización para el traslado a las Filipinas, dilatado por los inconvenientes y dificultades que oponía el Consejo de Indias por problemas de hacienda y patrocinio. Su decisión de aventurarse a Filipinas para la fundación del convento le llegó precisamente en 1598, cuando conoció a fray Diego de Soria, misionero dominico, que pasó en esa fecha por Toledo y visitó el monasterio donde estaba sor Jerónima. Allí, ambos tuvieron una conversación en la que el fraile le habló de lo necesario de fundar un convento femenino en las islas Filipinas.
El 27 de agosto de 1612, el maese de campo de Manila, Pedro de Chaves, y su esposa, Ana de Vera, donaron tres casas para facilitar los trámites para la misión de sor Jerónima. Cinco años más tarde, en 1617, otra familia aristocrática de la ciudad de Manila donó unas estancias de ganado para ayudar al sustento de las monjas. Estos dos hechos ayudaron a agilizar los trámites burocráticos y el procurador de Manila, Hernando de los Ríos Coronel, consiguió las licencias necesarias. De esta forma, superadas las dificultades, a los sesenta y cinco años, el 28 de abril de 1620, abandonó su convento de Toledo para fundar en Manila el primer convento femenino de las Filipinas acompañada por otras seis monjas de tres conventos diferentes: el suyo de Santa Isabel de los Reyes de Toledo, al que pertenecían sor Leonor de San Francisco, sor Ana de Cristo y Juana de San Antonio, novicia; el de Santa María de la Cruz, de Cubas de la Sagra, del que se incorporó sor Magdalena de Cristo, y el de Santa Clara de la Columna, de Belalcázar (Córdoba), del que partieron sor María de la Trinidad y sor Luisa de Jesús, novicia.
En el mes de junio se encontraba en Sevilla, donde la retrató el joven Velázquez (Museo del Prado y colección Fernández Araoz). El 5 de julio partió de Cádiz con destino a Nueva España, a donde llegó a finales de septiembre, y de allí a Acapulco para iniciar la travesía hacia las islas Filipinas, a las que arribó el 24 de julio de 1621, desembarcando en el puerto de Bolinao. Tras más de quince meses de viaje, el 5 de agosto de 1621 hizo su entrada en Manila en compañía de ocho religiosas franciscanas con las que iba a fundar el convento de Santa Clara. Bien recibidas en un primer momento por las autoridades civiles y eclesiásticas, no tardaron en surgir desavenencias, tanto por el alojamiento apalabrado como por el ingreso en el convento de jóvenes casaderas —veinte doncellas que en menos de dos meses «sacrificaron su virginidad al Soberano Esposo Jesús»— lo que reducía las posibilidades de contraer matrimonio a los descendientes de los conquistadores en una sociedad donde escaseaban las mujeres españolas. El empeño de sor Jerónima por mantener en todo su rigor la pureza de la regla, renunciando a las dotes y a la presencia de siervas o criadas de las monjas en el convento para preservar la pobreza, o su deseo de admitir junto con las españolas a mujeres mestizas o indígenas, la enfrentaron también a los rectores de su propia orden, que en 1623 la privaron del cargo de abadesa. Murió con fama de santidad el 22 de octubre de 1630 y su entierro fue motivo de extraordinarias muestras de duelo brindadas por los cabildos eclesiástico y secular.
Sor Jerónima escribió alguna poesía mística, una Carta de marear en el mar del mundo en más de sesenta pliegos, dedicada a la Inmaculada Concepción, pero conocida solo por referencias, y su Vida, dictada a sor Ana de Cristo, una de las hermanas que participaron con ella en la fundación. Estas notas fueron parcialmente recogidas en la biografía que le dedicó su confesor, fray Ginés de Quesada, mártir en Japón en 1636, cuyo manuscrito, fechado en 1634, quedó sin publicar hasta 1717 cuando lo hizo fray Agustín de Madrid, procurador general de la causa de beatificación, con el título de Exemplo de todas las virtudes, y vida milagrosa de la venerable madre Gerónima de la Assumpción... Antes de terminar el siglo el también franciscano Bartolomé de Letona le dedicó otra biografía, editada en Puebla en 1662, Perfecta religiosa, resumida por el padre Domingo Martínez en siete capítulos de su Compendio histórico de la apostólica provincia de San Gregorio de Philipinas, 1756.